# Greenville 200 1964
Greenville 200 1964 var ett stockcarlopp ingående i Nascar Grand National Series (nuvarande Nascar Cup Series) som kördes 28 mars 1964 på den 0,5 mile (804,672 meter) långa ovalbanan Greenville-Pickens Speedway i Easley, precis väster om Greenville i South Carolina. Totalt avverkades 100 miles (160,934 km) fördelat på 200 varv. Banunderlaget var dirt. Loppet vanns av David Pearson i en Dodge på tiden 1:44.15 körande för Owens Racing. Pearsons snitthastighet var 57,554 mph. Prispotten uppgick till 5 000 dollar, varav 1 100 dollar gick till segraren.

## Resultat
| Plc     | Nr | Förare           | Team/ bilägare       | Konstruktör | Start | Varv | Ledda varv |
| ------- | -- | ---------------- | -------------------- | ----------- | ----- | ---- | ---------- |
| 1       | 6  | David Pearson    | Owens Racing         | Dodge       | 9     | 200  | 24         |
| 2       | 11 | Ned Jarrett      | Bondy Long           | Ford        | 3     | 200  | 89         |
| 3       | 21 | Marvin Panch     | Wood Brothers Racing | Ford        | 10    | 200  | 0          |
| 4       | 45 | LeeRoy Yarbrough | Louis Weathersbee    | Plymouth    | 2     | 197  | 0          |
| 5       | 19 | Tiny Lund        | Herman Beam          | Ford        | 20    | 196  | 0          |
| 6       | 81 | John Sears       | John Black           | Dodge       | 17    | 196  | 0          |
| 7       | 41 | Maurice Petty    | Petty Enterprises    | Plymouth    | 16    | 195  | 0          |
| 8       | 62 | Curtis Crider    | Curtis Crider        | Mercury     | 19    | 190  | 0          |
| 9       | 75 | Elmo Henderson   | Paul Clayton         | Pontiac     | 11    | 190  | 0          |
| 10      | 5  | Jim Paschal      | Owens Racing         | Dodge       | 8     | 189  | 0          |
| 11      | 82 | Bill McMahan     | Casper Hensley       | Pontiac     | 14    | 184  | 0          |
| 12      | 86 | Neil Castles     | Buck Baker Racing    | Chrysler    | 18    | 183  | 0          |
| 13      | 34 | Wendell Scott    | Scott Racing         | Chevrolet   | 12    | 151  | 0          |
| 14      | 78 | Buddy Arrington  | Arrington Racing     | Dodge       | 13    | 136  | 0          |
| 15      | 1  | Dick Hutcherson  | Dick Hutcherson      | Ford        | 1     | 109  | 60         |
| 16      | 43 | Richard Petty    | Petty Enterprises    | Plymouth    | 7     | 87   | 27         |
| 17      | 54 | Jimmy Pardue     | Burton-Robinson      | Plymouth    | 4     | 80   | 0          |
| 18      | 31 | Ralph Earnhardt  | Tom Spell            | Ford        | 5     | 69   | 0          |
| 19      | 9  | Roy Tyner        | Roy Tyner            | Chevrolet   | 21    | 34   | 0          |
| 20      | 18 | Stick Elliott    | Toy Bolton           | Pontiac     | 15    | 19   | 0          |
| 21      | 60 | Doug Cooper      | Bob Cooper           | Ford        | 22    | 4    | 0          |
| 22      | 98 | Graham Shaw      | Graham Shaw          | Ford        | 6     | 1    | 0          |
| Källor: |    |                  |                      |             |       |      |            |